# Aleksiej Lewicki
Aleksiej Michajłowicz Lewicki (ros. Алексей Михайлович Левицкий, ur. 1904 we wsi Bariatino w guberni tulskiej, zm. 1964 w Moskwie) – radziecki działacz partyjny.

## Życiorys
Od 1919 do 1921 służył w Armii Czerwonej, od 1920 należał do RKP(b), po demobilizacji z armii został instruktorem i kierownikiem wydziału Komitetu Powiatowego RKP(b) w Bielowie, a później informatorem gubernialnego komitetu RKP(b) w Tule. Następnie był m.in. przewodniczącym komitetu wykonawczego rady rejonowej w Sieriebrianych Prudach (gubernia moskiewska), 1933-1937 I sekretarzem rejonowego komitetu WKP(b) w Sasowie i później do sierpnia 1937 szefem moskiewskiego obwodowego oddziału rolnego. Od 11 sierpnia 1937 do 30 marca 1938 był p.o. II sekretarza KC Komunistycznej Partii (bolszewików) Białorusi i jednocześnie od 31 stycznia 1938 do 15 maja 1940 członkiem KC KP(b)B i członkiem Biura KC KP(b)B, 1938-1941 studiował w Akademii Rolniczej im. Timiriaziewa. W 1941 został komisarzem wojskowym szkoły wojsk pancernych w Gorkim, później do 1946 był szefem Wydziału Politycznego 15 Brygady Pancernej w stopniu podpułkownika, 1946-1950 przewodniczącym komitetu wykonawczego rady rejonowej w Łuchowicy (obwód moskiewski), później szefem moskiewskiego obwodowego zarządu gospodarki rolnej/zarządu gospodarki rolnej i zapasów, 157-1964 pracował w Komisji Ekonomicznej Rady Narodowości Rady Najwyższej ZSRR.